# Angelic Layer
Angelic Layer (яп. エンジェリックレイヤー енджерікку рейя:), або Арена Ангелів — фантастично-пригодницька манґа групи CLAMP. Для цієї манґи характерний дуже спрощений стиль промальовки персонажів та довкілля у порівнянні з іншими роботами цієї групи. Angelic Layer вважається приквелом до манґи «Chobits». Була екранізована студією BONES у вигляді 26-серійного аніме-серіалу під назвою Kidō Tenshi Angelic Layer (яп. 機動天使エンジェリックレイヤー кідо: тенші енджерікку рейя:).

## Сюжет
Події відбуваються в найближчому майбутньому. В Японії неабиякою популярності набула гра Angelic Layer, в якій змагаються два учасники, яких називають деусами, ментально управляють за допомогою високотехнологічних пристроїв ляльками-ангелами. Мета гри — завдати якомога більших пошкоджень ангелу супротивника, керуючи своїм ангелом.
Шестикласниця Місакі Сузухара переїжджає до Токіо до своєї тітки, щоб вступити до школи академії Еріол. Зацікавившись змаганням з гри Angelic Layer, що транслювалось на великому моніторі, вона пристала на пропозицію загадкового чоловіка в окулярах, який запропонував дівчинці і собі придбати ляльку і створити свого власного ангела. Місакі, витративши на ляльку майже всі свої гроші, приїжджає до тітки і намагається створити свого власного унікального ангела, яким можна управляти. Вона створює образ маленької, але сильної дівчини, яка ніколи не здається і називає її Хікару на честь героїні свої улюбленої манґи «Magic Knight Rayearth». Наступного ранку Місакі знайомиться з дівчинкою Хатоко, яка гарно розбирається у грі Angelic Layer і консультує свою нову знайому основам змагань. У школі Місакі починає товаришувати зі своїми новими однокласниками: Тамайо Кізакі та Котаро Кобаяші. Загадковий чоловік в окулярах і білому халаті, який називає себе Іччяном, знову зустрічає Місакі і пропонує їй спробувати свої сили у грі. Дівчинка охоче погоджується і після нетривалих тренувальної спроби, дебютує на малій арені в клубі, де збираються учасники гри Angelic Layer. Перші турніри Місакі програє, але вдосконалює свою майстерність у керуванні своїм ангелом і згодом починає вигравати любительські турніри. Пізніше їй вдається виступити і на великі сцені, де вона зустрічала досвідчених і вправних гравців Angelic Layer, серед яких і сама Хатоко Кобаяші. Долаючи все нових і нових супротивників Місакі разом зі своїм ангелом Хікару пропивається на регіональні змагання, а потім і національний турнір, де здобуває перемогу.

## Персонажі
Місакі Сузухара (яп. 鈴原 みさき) — учениця 1 класу середньої школи академії Еріол, дочка Шюко Сузухари, племінниця Шьоко Сузухари, найкраща подруга Хатоко Кобаяші, Тамайо Кізакі і Котаро Кобаяші. Місакі переїхала з Вакаями, де жила з бабусею і дідусем, до тітки в Токіо з метою вступити до кращої школи. У Токіо вона знайомиться з дивним чоловіком на ім'я Іччян, який пропонує дівчинці купити собі ляльку для участі в популярній грі «Angelic Layer». Місакі створює свого власного ангела Хікару і з ним виступає на першій грі. Після кількох пробних турнірів їх вдається пробитися на регіональні змагання і зайняти там перше місце, за що на турнірі отримала прізвисько Диво-новачок. У школі її найкращими друзями є Котаро Кобаяші і Тамайо Кізакі, яка дала Місакі нік — Місакічі.
Сейю: Ацуко Еномото
Ічіро Міхара (яп. 三原 一郎) — геніальний науковець, засновник і власник гри «Angelic Layer», старший брат Оджіро Міхари, близький друг Шюко Сузухари. Постійно носить білий халат і окуляри, любить ефектно з'являтися перед публікою і знущатись над своїм підлеглим Оґатою. Ічіро, знаючи про геніальні здібності Шюко в грі, вирішив зробити чемпіоном її дочку Місакі. Ічіро представляється перед Місакі як Іччян (いっちゃん) і пропонує їй купити ляльку для участі в «Angelic Layer». Постійно допомагаючи їй, йому вдається зробити з Місакі чемпіона гри.
Сейю: Масая Оносака
Хатоко Кобаяші (яп. 小林 鳩子) — учениця дошкільного відділення академії Еріол, молодша сестра Котаро Кобаяші, подруга Місакі Сузухари. Хатоко з 5-ти років грає в «Angelic Layer», добре знається на цій грі і є одним з найкращих гравців, за що отримала прізвисько Диво-дитина. Її ангел — Сузука. Хатоко ніколи не піддається і навіть при першому поєдинку Місакі і Хатоко, вона грала в повну силу і перемогла Хікару. Взявши обіцянку з Місакі разом пройти до фіналу, Хатоко потрапляє до фінального відбіркового турніру, але одразу ж програє сильній суперниці Сай Джьоночі і її ангелу Шірахіме. Коли Місакі пройшла у напівфінал, вона запропонувала Хатоко бути її помічником і радником на вирішальних змаганнях.
Сейю: Юрі Шіраторі
Котаро Кобаяші (яп. 小林 虎太郎) — учень середньої школи академії Еріол, старший брат Хатоко Кобаяші, друг дитинства Тамайо Кізакі. Успішно займається карате, займав перші місця на змаганнях. Тамайо з дитинства любила випробовувати на ньому усі прийоми, також любить його підкалувати, особливо щодо його відносин з Місакі. Котро дійсно спочатку подобається Місакі, але потім, зрозумівши почуття Тамайо розкриває їй серце. Котаро любить бувати на змаганнях на «Angelic Layer» і разом з Тамайо вболіває за Місакі, часто піддає аналізу хід гри. На відміну від його молодшої сестри, особисто ніколи не брав участі у грі.
Сейю: Джюн Фукуяма
Тамайо Кізакі (яп. 木崎 珠代) — учениця середньої школи академії Еріол, подруга дитинства Котаро Кобаяші, подруга Місакі, якій вона дала прізвисько Місакічі. Тамайо — любитель багатьох видів єдиноборств: від айкідо до капуейри, а також випробовувати усі прийоми на Котаро, який сильно потерпає від цього. Також вона любить підколювати свого друга, особливо щодо його відносин з Місакі. Хоча насправді вона кохає Котаро, але не наважується йому про це сказати. Тамайо — найактивніша вболівальниця Місакі. У грі не брала участі.
Сейю: Сацукі Юкіно
Оджіро Міхара (яп. 三原 王二郎) — молодший брат Ічіро Міхари, один з небагатьох хлопців, хто грає в «Angelic Layer». Вважається одним з найкращих учасників цієї гри. Знаходиться у дружніх стосунках з Місакі і її матір'ю.
Сейю: Сойчіро Хоші
Шьоко Асамі (яп. 浅見 祥子) — тітка Місакі, сестра Шюко Судзухари, працює на телебаченні журналістом. Місакі живе в неї на квартирі, що дуже радує Шьоко, яка живе сама, а її племінниця допомагає їй готувати їжу і будить вранці на роботу.
Сейю: Котоно Міцуїші
Шюко Сузухара (яп. 鈴原 萩子) — мати Місакі, сестра Шьоко, подруга Ічіро Міхари, абсолютний чемпіон гри «Angelic Layer». Згідно з сюжетом манґи Шюко — дуже сором'язлива і не може знаходитись поруч з людьми, яких дуже любить. Тому вона не могла бути довго зі своїм чоловіком і дочкою. Тому Місакі змогла зустрітися після тривалої розлуки лише після того як вийшла у фінал. У серіалі Шюко важко хворіла і не могла ходити, Ічіро зголосився їй допомогти, а та натомість мала протестувати його нову гру"Angelic Layer". Її ангел — Атена.
Сейю: Кікуко Іное
Сай Джьоночі (яп. 城乃内 最) — одна з найкращих учасниць «Angelic Layer». Її янгол — Шірахіме. Виглядає завжди холодно і неприступно, через те що її улюблена сестра Рін померла в дитинстві від невиліковної хвороби. Єдиною подругою Сай є Каеде.br>Сейю: Хоко Кувашіма
Каеде Сайто (яп. 斉藤 楓) — одна з найкращих учасниць «Angelic Layer». Її ангел — Бланш. Вона досить популярна серед вболівальників через її добру і щиру посмішку.
Сейю: Аяко Кавасумі
Сето Рінґо (яп. 瀬戸 林子) — поп-співачка, учасниця гри «Angelic Layer». Її ангел — Ранґа. Відзначається веселим і добрим характером, але часто маскується, щоб її шанувальники не впізнали її.
Сейю: Кана Уеда
Мадока Фуджісакі (яп. 藤崎 円香) — учасниця гри «Angelic Layer», старша сестра Арісу Фуджісакі. Разом з сестрою намагалась нечесно виграти у Місакі, але програла, після чого змінила свій погляд на суть гри. Її ангел — Мао.
Сейю: Томоко Кавакамі
Арісу Фуджісакі (яп. 藤崎 有栖) — учасниця гри «Angelic Layer», молодша сестра Мадоки Фуджісакі. Арісу непогано розбирається у техніці, тому створила пристрій, який би заважав Місакі управляти своїм ангелом. Однак Оджіро помітив це і наказав Арісу не заважати грі. Пізніше вона виграла чемпіонат на іншому регіональному турнірі і наприкінці зустрілася у фіналі разом з Місакі, але їй програла. Її ангел — Арісу.
Сейю: Чіемі Чіба
Масахару Оґата (яп. 尾形 雅治) — підлеглий Ічіро Міхари, виконує будь-які його доручення, а якщо в чомусь провиниться то його бос карає його у дивні способи. Масахару має трохи по-дитячому наївний і відкритий характер.
Сейю: Томоказу Секі
Хіромі Фуджіморі (яп. 藤森 ひろみ) — одна з підлеглих Ічіро в компанії «Angelic Layer».
Сейю: Юі Хоріе
Рю Місакі (яп. 岬 了) — однокласник Місакі, якому дуже не подобається її популярність через співзвучність її імені з його прізвищем. Також йому дуже подобається гра «Angelic Layer» і в майбутньому планував стати чемпіоном. Дуже поважає творця гри Ічіро Міхару.
Сейю: Каппей Ямаґучі
Юко Інада (яп. 稲田 夕子) — 
Сейю: Хіромі Нішікава
Шюджі Інада (яп. 稲田 修二) — 
Сейю: Йошіюкі Коно
Ведучий (яп. 司会者) — ведучий шоу «Angelic Layer». Під час гри сидить у кріслі, що висить над ареною і слідкує за грою, коментуючи те, що відбувається. Після закінчення поєдинку оголошує переможця.
Сейю: Йошіюкі Коно
Кьоко (яп. 京子) — 
Сейю: Чіеко Атараші
Асука Кітамура (яп. 北村 飛鳥) — 
Сейю: Маміко Ното
Юко Хікава (яп. 氷川 優子) — 
Сейю: Саяка Охара
Томоко Ямада (яп. 山田 知子) — 
Сейю: Маюмі Ксано
Маріа Шібата (яп. 柴田 まりあ) — 
Сейю: Казуса Мурай
Рін Джьоночі (яп. 城乃内 鈴) — молодша сестра Сай. Померла від невиліковної хвороби ще в дитинстві, Сай тяжко пережила її смерть, яка наклала на її характер помітний відбиток.
Сейю: Саюрі Йошіда
Чітосе Танака (яп. 田中 千歳) — 
Сейю: Томоко Міура
Цубаса Маккензі (яп. つばさ・マッケンジ) — 
Сейю: Ріо Нацукі

### Ангели
Хікару (яп. ヒカル) — ангел Місакі Сузухари. Легка, але рухлива і спритна модель. Місакі назвала свого ангела на честь Хікару Шідо, головної героїні манґи «Magic Knights Rayearth»
Сузука (яп. スズカ) — ангел Хатоко Кобаяші. Дуже швидка і потужна модель. Інша назва — «Швидкість світла».
Шірахіме (яп. 白姫) — ангел Сай Джьоночі. Досить сильна і рухлива модель. Названа на честь Богині снігу з манґи «Shirahime-Syo». Інша назва — «Льодяна машина» або «Біла принцеса».
Бланш (яп. ブランシェ) — ангел Каеде Сайто. Дуже легка і тендітна модель, яка може переходити у гіпер-режим і моментально вражати суперників. Інша назва — «Білий янгол».
Ранґа (яп. ランガ) — ангел Сето Рінґо. Вражає противників викидом стисненого повітря. Основна техніка — «Танок смерті».
Візард (яп. ウィザード) — ангел Оджіро Міхари. Моментально вражає своїх суперників, при цьому захищаючись полем, що створює статичний електричний розряд. Основна техніка — «Магічний страж».
Атена (яп. アテナ) — Ангел Шюко Сузухари. Вважається одним з найкращих.
Мао (яп. 猫) — ангел Мадоки Фуджісаки.

## Медіа

### Манґа

#### Список томів
| № | Японською      | Японською          | Англійською       | Англійською        |
| № | Дата виходу    | ISBN               | Дата виходу       | ISBN               |
| - | -------------- | ------------------ | ----------------- | ------------------ |
| 1 | 1 липня 1999   | ISBN 4-04-713283-7 | 25 червня 2002    | ISBN 1-931514-47-X |
| 2 | 9 березня 2000 | ISBN 4-04-713319-1 | 17 вересня 2002   | ISBN 1-59182-003-0 |
| 3 | 1 грудня 2000  | ISBN 4-04-713375-2 | 12 листопада 2002 | ISBN 1-59182-004-9 |
| 4 | 1 травня 2001  | ISBN 4-04-713414-7 | 7 січня 2003      | ISBN 1-59182-086-3 |
| 5 | 1 жовтня 2001  | ISBN 4-04-713454-6 | 11 березня 2003   | ISBN 1-59182-152-5 |

### Аніме

#### Персонал
| - Планування: Фукаші Азума (TV Tokyo), Такеші Ясуда (Kadokawa Shoten), Тецуя Ватанабе (Dentsu) - Виконавчий продюсер: Такаюкі Наґасава (avex entertainment) - Автори оригіналу: CLAMP (Публікувалось в журналі «Shōnen Ace») - Планування (підтримка): Казухіко Ікеґучі (Amber FilmWorks) - Контроль за серіями: Шін'ічіро Іноуе - Складання серій: Ічіро Окоучі - Дизайнер персонажів: Такахіро Коморі - Дизайнер механіки: Джюня Ішіґакі - Дизайн: Шіґеру Моріта (Studio Nue) - Художники-постановники: Нобуто Сакамото (Big Studio), Такаші Хірума - Колорист: Сайоко Йокояма - Режисер-постановник: Ацуші Такеяма, Харухіде Такеяма, Харухіде Ішіґуро, Шюічі Хейсей | - Звукорежисер: Йота Цуруока (Rakuonsha) - Запис: Сатоші Яно (Studio Gong) - Звукові ефекти: Ейко Морікава (Rakuonsha) - Студія запису: Studio Gong - Звуковиробництво: Rakuonsha - Відповідальний за звуковиробництво: Йошімі Суґіяма (Rakuonsha) - Композитор: Кохей Танака - Музикальний продюсер: Такаюкі Наґасава - Виробництво музики: avex entertainment - Підтримка музикального виробництва: TV Tokyo Music - Продюсери: Шінсаку Хатта (TV Tokyo), Тайхей Яманіші (Dentsu), Масахіко Мінамі (BONES) - Режисер: Хіроші Нішікіорі - Виробництво: TV Tokyo, Dentsu, BONES |

#### Список серій
| №  | Назва | Дата трансляції |
| -- | --- | --------------- |
| 1  | Приємно познайомитись! Мій власний ангел «Hajimemashite! Watashidake no Enjeru» (はじめまして! 私だけのエンジェル)                               | 01.04.2001      |
| 2  | Щасти тобі, Хікару! Перший бій!! «Ganbare Hikaru! Hajimete no faito» (がんばれヒカル! はじめてのファイト!!)                                      | 08.04.2001      |
| 3  | Хто ти? Хвилюючий урок Місакі «Anata wa dare? Misaki no dokidoki resson» (あなたは誰? みさきのドキドキレッスン)                                  | 15.04.2001      |
| 4  | День, коли янгол впав «Tenshi ga maiorita hi» (天使が舞いおりた日)                                                                               | 22.04.2001      |
| 5  | Я не хочу програвати! Я вірю в Хікару… «Maketakunai! Hikaru wo shinjite…» (負けたくない！ヒカルを信じて…)                                        | 29.04.2001      |
| 6  | Сузука, Швидкість Світла! Проголошення суперником Хатоко «Kosoku no Suzuka! Hatoko no raibaru sengen!!» (光速の鈴鹿! 鳩子のライバル宣言!!)       | 06.05.2001      |
| 7  | Битва на межі… Останній шанс Місакі «Girigiri no taTakai... Misaki no rasuto chansu» (ギリギリの戦い... みさきのラストチャンス)                  | 13.05.2001      |
| 8  | Місакі проти Місакі? Небезпечний однокласник «Misaki VS Misaki? Kiken na dōkyūsei» (みさきVSミサキ? 危険な同級生)                                | 20.05.2001      |
| 9  | Співай, Місакі! Цей деус – поп-ідол?! «Utae! Misaki Deusu wa aidoru!?» (歌え! みさき デウスはアイドル!?)                                         | 27.05.2001      |
| 10 | Жорстокі сестри. Ціль – Хікару «Ijiwaru shimai! Nerawareta Hikaru» (いじわる姉妹! 狙われたヒカル)                                                | 03.06.2001      |
| 11 | Фінал! Справжня битва Хікару і Мао «Ketchaku! Hikaru to Mao no shinken shobu» (決着! ヒカルとマオの真剣勝負)                                     | 10.06.2001      |
| 12 | Хвилююче побачення Місакі і Котаро «Misaki to Kotaro Futari no wakuwaku dēto» (みさきと虎太郎 二人のわくわくデート)                              | 17.06.2001      |
| 13 | Чиста біла Бланш. Усмішка Каеде «Junpaku no Buranshe Kaede no hohoemi» (この世界でいちばん大切なもの)                                            | 24.06.2001      |
| 14 | Я не здамся! Народження янгола «Akiramenai! Soshite tenshi wa umareta» (あきらめない! そして天使は生まれた)                                      | 01.07.2001      |
| 15 | Шірахіме проти Сузуки! Таємниця Льодяної Машини «Shirahime vs Suzuka! Aisu Mashīn no himitsu» (白姫VS鈴鹿! アイスマシーンの秘密)                 | 08.07.2001      |
| 16 | Фінальна битва! Остання атака Хікару «Kesshosen! Hikaru no rasuto atakku» (決勝戦! ヒカルのラストアタック)                                       | 15.07.2001      |
| 17 | Мій вибір впав на тебе! Обраний Місакі «Anata ni kimeta! Misaki no eranda hito» (あなたに決めた! みさきの選んだヒト)                             | 22.07.2001      |
| 18 | Багато сильних суперників! Довгоочікувані Національні змагання «Kyoteki ga ippai! Akogare no zenkokutaikai» (強敵がいっぱい! あこがれの全国大会) | 29.07.2001      |
| 19 | Несправність системи?! Фінальна битва на кораблі під час шторму «Shisutemu Daun!? Arashi no senjō kessen!» (システムダウン!? 嵐の船上決戦！)     | 05.08.2001      |
| 20 | Іччян – ворог? Дивна подвійна гра! «Teki wa Icchan? Tomadoi no nikaisen!"» (敵はいっちゃん? 戸惑いの二回戦！)                                    | 12.08.2001      |
| 21 | Літо на морі! Хтось закохався у когось «Natsu no umi! Dareka ga dareka ni koishiteru» (夏の海! 誰かが誰かに恋してる)                             | 19.08.2001      |
| 22 | Лише ми вдвох. Таємне подвійне побачення «Totsuzen no futarikiri. Himitsu no daburu dēto» (突然の二人きり 秘密のダブルデート)                    | 26.08.2001      |
| 23 | Зламайте магічну стіну! Місакі проти Оджіро «Mahō no kabe o yabure! Misaki VS Ōjirō» (魔法の壁を破れ! みさきVS王二郎)                            | 02.09.2001      |
| 24 | Покажи Місакі! Ця думка досягає веселки «Misaki ni todoke! Kono omoi niji o koete» (みさきに届け！この想い虹を越えて)                            | 09.09.2001      |
| 25 | Возз’єднання доль. Ангели, мокрі від сліз «Unmei no saikai. Namida ni nureta enjeru» (運命の再会 涙に濡れたエンジェル)                           | 16.09.2001      |
| 26 | Крила янгола! Ведіть мене і Хікару «Tenshi no tsubasa yo! Watashi to Hikaru o izanatte» (天使の翼よ! 私とヒカルをいざなって)                     | 23.09.2001      |

#### Музика
Відкриваюча пісня
- «Be My Angel»

Закриваючі пісні
- «☆the starry sky☆»（HΛL）
- «Ame Agari»

### Гра
Гра «Angelic Layer RPG» була створена для платформи GameBoy Advance у 2001 році.

## Відмінності між манґою і аніме
Сюжет манґи набагато простіший від екранізації. Сюжет аніме більш розширений і детальніший. В аніме додано багато нових другорядних персонажів — учасників гри «Angelic Layer». В манзі мати Місакі — Шюко Сузухара — не могла бути з дочкою, бо мліла від того, що поруч з нею людина, яку вона любить. В аніме Шюко не може ходити, вона пересувається на візку і тому боїться в такому вигляді показатись дочці. На відміну від манґи, де любовна лінія накреслена між Місакі і Котаро, в серіалі відносини між персонажами змінено: парами стають Місакі і Оджіро, Тамайо і Котаро, Іччян небайдужий до Шюко. В оригіналі Місакі після перемоги над Оджіро і Візардом виходить у фінал і вступає у битву з Арісу Фуджісакі, яка зайняла першість в іншому регіональному турнірі, і перемагає її. Після цього Місакі б'ється у додатковому турнірі проти Атени, але програє, хоч і отримує титул чемпіона. В екранізації Арісу не грає у фіналі, а Місакі у фінальному поєдинку виступає проти Атени, але перемагає її.